# NGC 2538
NGC 2538 é uma galáxia espiral barrada (SBa) localizada na direcção da constelação de Canis Minor. Possui uma declinação de +03° 37' 59" e uma ascensão recta de 8 horas, 11 minutos e 23,0 segundos.
A galáxia NGC 2538 foi descoberta em 2 de Fevereiro de 1877 por Édouard Jean-Marie Stephan.